# Телеекрани
Телеекрани (англ. Telescreen; також перекладається як монітор) — вигаданий пристрій, представлений в романі Джорджа Орвелла «1984» і його екранізаціях. У романі та його адаптаціях телеекрани використовуються правлячою партією в тоталітарній вигаданій державі Океанії, як знаряддя пропаганди та щоб тримати своїх підданих під постійним наглядом, таким чином усуваючи ймовірність таємних змов проти Океанії.
Концепція телеекрану розглядалася як метафора чи алегорія руйнування конфіденційності в тоталітарних режимах, а також у сучасну епоху в контексті пристроїв на основі Інтернету та стільникового зв’язку, які дозволяють таємно збирати аудіовізуальні дані окремих осіб. даних, часто без їхньої явної згоди чи відома.

## Опис і принцип роботи
Телекран — широка панель, що встановлюється на стінах, це пристрій, який працює одночасно як телевізор, камера спостереження та мікрофон. Незважаючи на те, що пристрій є одним з ключових технологій світу «1984», Орвелл вкрай мало пише про механізм його роботи, про те, яким чином здійснюється стеження і телерадіомовлення. Автор приділяє значну увагу історії держави Океанія, але практично нічого не повідомляє про те, хто керує телеекранами, змушує його видавати звуки (наприклад, свист).
Незважаючи на те, що в романі принципам роботи пристроїв приділено мало уваги, деякі дослідники вважають, що за роботою телеекранів стежить значна кількість людей, які, можливо, перебувають в поліції думок. Це робить роботу засобів стеження недосконалою, оскільки люди можуть забути чи не записати якусь інформацію.

## Короткий опис застосування телеекранів в «1984»
Усі члени Внутрішньої Партії (вищий клас) і Зовнішньої Партії (середній клас) мають телеекрани у своїх домівках, але пролі (нижчий клас) зазвичай не контролюються, оскільки вони неважливі для Партії. Як пізніше пояснюється в книзі Еммануеля Ґолдштейна, з якої Вінстон Сміт зачитує деякі уривки, Партія не відчуває загрози з боку пролів, припускаючи, що вони ніколи не повстатимуть самі по собі, і тому не вважає за потрібне стежити за їхнім повсякденним життям. Телеекрани також розташовані на робочих місцях членів партії, а також інші розташовані в жвавих громадських районах Лондона. Незрозуміло, чи можна їх використовувати будь-де на Airstrip One (Великобританія), крім Лондона; у романі в одному місці є технічні обмеження, що змушує партію використовувати приховані мікрофони та патрулі для стеження в сільській місцевості.
Персонаж О'Брайен стверджує, що він, як член Внутрішньої партії, може вимкнути свій телеекран (хоча етикет вимагає лише на півгодини). Хоча програми більше не можна було побачити чи почути, екран усе ще функціонував як пристрій спостереження, оскільки після того, як Вінстона забрали до Міністерства Любові, аудіо його зустрічі з О'Брайеном із вимкненим телеекраном відтворюється на Вінстон. Цілком імовірно, що членам Внутрішньої партії дозволено повністю вимкнути свої телеекрани, але О'Брайен, швидше за все, залишив мікрофон увімкненим, щоб викрити Вінстона та Джулію як злочинців. Членам зовнішньої партії суворо заборонено вимикати свої телеекрани. Вінстон, член Зовнішньої партії, може лише зменшити гучність на телеекрані.
За екранами стежить поліція думок. Однак незрозуміло, скільки екранів відстежується одночасно, або які точні критерії (якщо такі є) для моніторингу певного екрана (хоча видно, що під час програми вправ, у якій Вінстон бере участь щоранку, інструктор може дивись на нього).
Телекранні камери не мають технології нічного бачення, тому вони не можуть стежити в темряві. Це компенсується тим фактом, що їхні мікрофони надзвичайно чутливі, і кажуть, що вони вловлюють серцебиття.
Крім приладів спостереження, телеекрани також є телевізорами. Вони транслюють пропаганду про військові перемоги Океанії, показники економічного виробництва, жваве виконання національного гімну для посилення патріотизму та Дві хвилини ненависті, що є двохвилинним фільмом про бажання Емануїла Ґолдштайна щодо свободи слова та свободи преси для того, щоб громадяни були навчені не погоджуватися з двоємисленням .

## Походження терміна «телеекран»
Джефф Пручер перерахував перше використання терміна як «телеекран» у оповіданні Ф. Флегга «Після Армагеддону» у журналі «Wonder Stories» (укр. Дивовижні оповіді) у 1932 році. Слово «телеекран» іноді з’являється в ранніх науково-фантастичних романах Роберта Хайнлайна, опублікованих наприкінці 1940-х років — приблизно одночасно з книгою Орвелла. Як використовував Хайнлайн, «телеекран» позначав просто те, що зараз називається «телебаченням», без будь-яких зловісних конотацій Орвелла. До 1950-х років широкий розголос книги Орвелла виключив подальше таке використання.
Роман Орвелла був написаний у 1947–1948 роках. Створений ним телеекран базувався на деяких уже існуючих технологіях (див. історію телебачення), хоча перші камери спостереження почали продавати в США лише в 1949 році, незабаром після публікації роману.
На думку канадського літературознавця Томаса Ділворта, Орвелл, винаходячи телеекрани, міг бути натхненний фільмом «Сучасні часи» режисера Чарлі Чапліна, де було показано пристрій, що записує та приймає аудіовізуальний сигнал. Ділворт зауважив, що тема використання підсвідомих повідомлень через телеекран також нагадує тему використання гіпнопедії для дітей у «Дивному новому світі» Олдоса Хакслі.
Іншим джерелом натхнення для створення телеекрану може бути ідея паноптикуму 19-го століття – в’язниці, дизайн якої дозволяв би тюремним охоронцям спостерігати за всіма в’язнями, при цьому ув’язнені не знали, чи і коли за ними спостерігають.

## Аналіз використання телеекранів в різних творах
Телеекран — єдиний значний футуристичний технологічний гаджет у книзі Орвелла. Телеекрани також з'являються в пізніших роботах, таких як фільм «Еквілібріум» Курта Віммера (2002), де їх використання вже не є технологічною новинкою, а радше «ретро-цитатою», що посилається на роботу Орвелла.
Телеекрани описуються як алегорія чи метафора інформаторів у комуністичних країнах або, ширше, втрати приватного життя в тоталітарних державах. У наш час телеекрани порівнюють, серед іншого, з системою телевізійного спостереження, телевізорами, керованими голосовими командами, які збирають дані (як фактичні команди, так і приватні розмови) для аналізу на серверах, сучасними мобільними телефонами та іншими пристроями, які дозволяють людям збирати аудіовізуальні дані, включаючи дані Інтернет. 
Пітер Губер зазначає, що для Орвелла електронні ЗМІ є потворними, гнітючими та оглушливими, і що Орвел вірив, що вони значно розширять повноваження тих при владі, яким буде надано все більше можливостей шпигувати за громадянами. Губер, однак, вважає аргумент Орвелла помилковим, вказуючи на те, що прогрес у сфері комунікаційних технологій, включаючи Інтернет, є прогресом до технології свободи, а рівень свободи суспільства зростає з розвитком і популярністю цих технологій. Подібним чином Річард А. Познер пише, що Орвелл підходив до технологій надто песимістично – у його книзі телебачення (телеекран) є інструментом для шпигунства та індоктринації, тоді як насправді це середовище стало освітнім інструментом, що зменшує монополію влади еліти.
З іншого боку, Лоуренс Лессіг довіряє Орвеллу, стверджуючи, що фіктивний телеекран менш нав’язливий, ніж сьогоднішній Інтернет. Подібним чином Девід Брін пише, що процес руйнування конфіденційності неможливо зупинити, але його можна врівноважити моніторингом моніторів на подвійному телеекрані, де також можна контролювати тих, хто стежить за нами. 